# Oud-Reemsterzand
Het Oud-Reemsterzand is een natuurgebied in het Nederlandse Nationaal Park De Hoge Veluwe. 
Het Oud-Reemsterzand wordt aan de noordzijde begrensd door het Otterlose Bos (met direct grenzend aan het Oud-Reemsterzand, het Jeneverbessenbos, een natuurreservaat met een grote concentratie aan jeneverbestruiken). Door het Otterlose Bos wordt een corridor — De Plijmen —  aangelegd, waardoor het Oud-Reemsterzand wordt verbonden met het Otterlose Zand. Aan de zuidzijde ligt het Oud-Reemsterveld en het Reemsterbos. Aan de oostzijde liggen De Pollen en het Deelense Zand.
Bij archeologisch onderzoek in 2009 zijn sporen van een middeleeuwse nederzetting in het Oud-Reemsterzand gevonden.

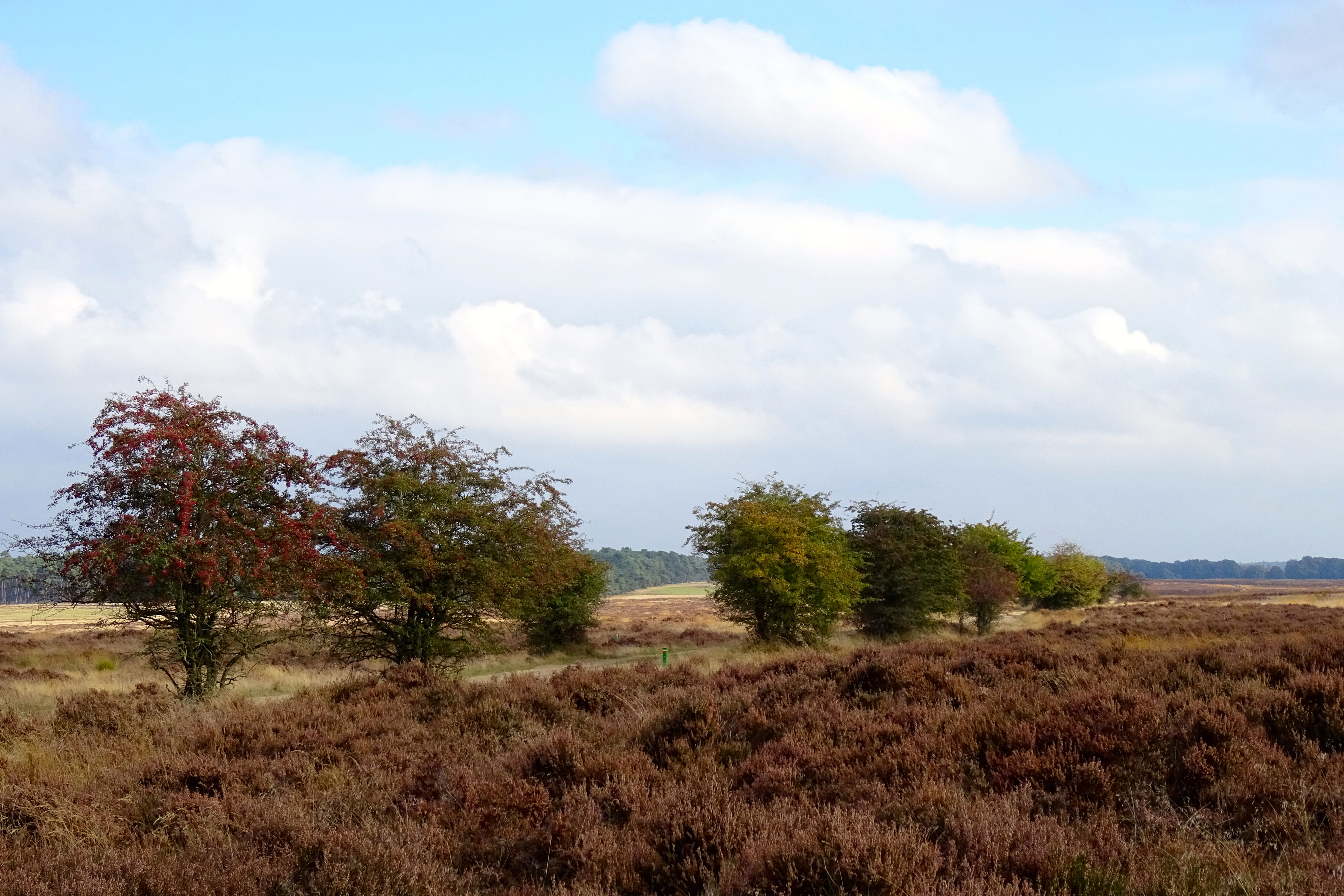
Reemsterweg tussen het Oud-Reemsterzand en het Oud-Reemsterveld
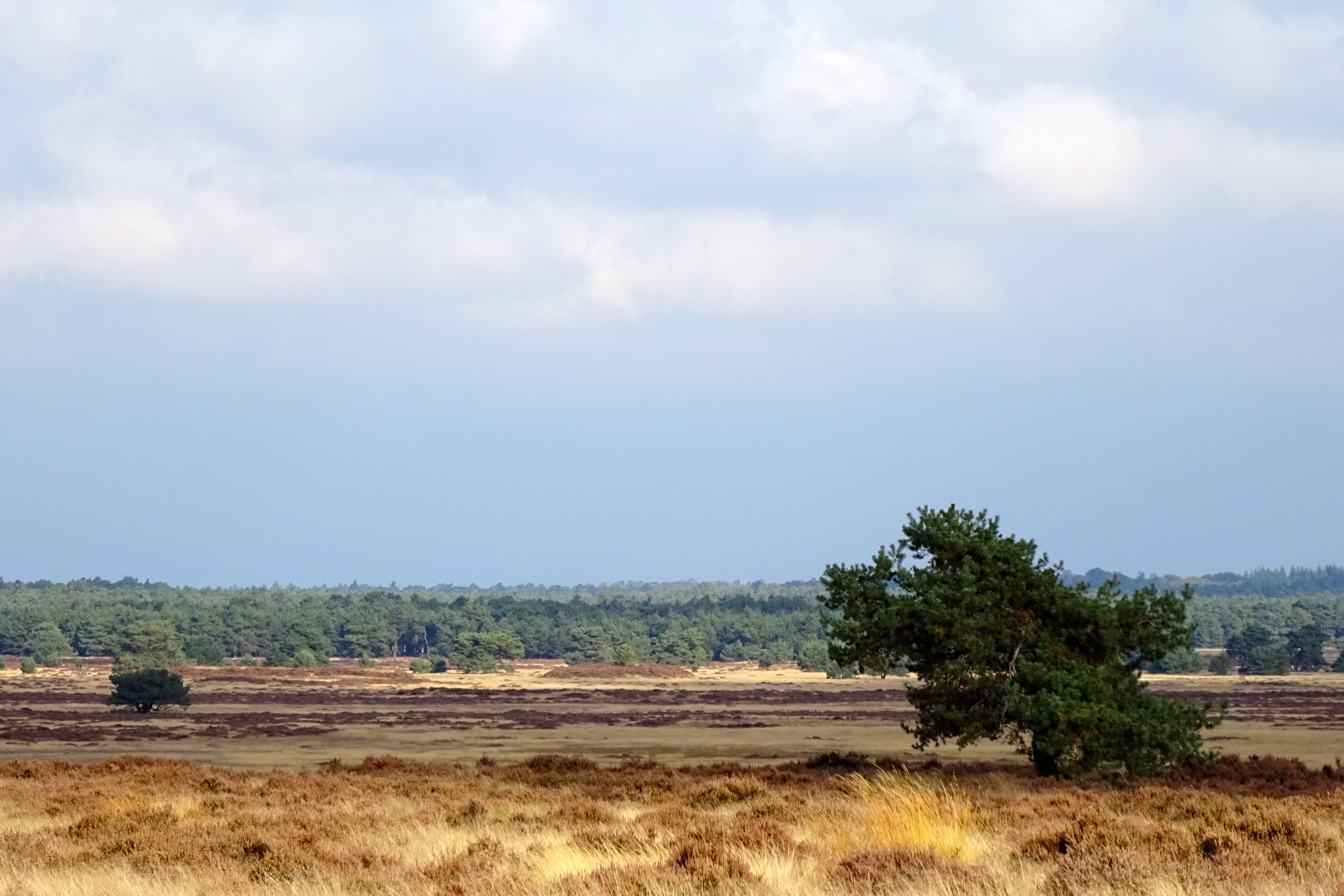
Zicht over het Oud Reemsterzand